# QXL
QXL var et af Danmarks største netauktionshuse, hvor brugerne kunne købe og sælge nye eller brugte varer. Netauktioner er et alternativ til den traditionelle brugthandel via rubrikannoncer, som kendes fra Gul & Gratis og DBA
Selskabet blev stiftet i Danmark i 1999 og var en del af Ricardo Group, der med hovedkvarter i Schweiz driver både auktioner og andre internetvirksomheder i Europa. I 2010 blev Trendsales, der er Danmarks største online bazar , tilkøbt gruppen, og de to virksomheder blev drevet ud fra fælles kontorlokaler i København. I marts 2013 blev QXL Danmark og QXL Norge opkøbt af Lauritz.com.
QXL Danmark havde mere end 500.000 medlemmer og var især kendt som en effektiv handelsplads for blandt andet samlere (frimærker, mønter , bøger og sjældne samlerobjekter) samt gadgets/elektronik.
QXL var meget ofte involveret i velgørenhedsarbejde i Danmark, hvor selskabet i samarbejde med foreninger og organisationer gennemførte mange charity-auktioner.
Lauritz.com lukkede auktionshuset QXL.dk pr. 14. december 2021 efter flere års faldende aktivitet på sitet 